# Låssa socken

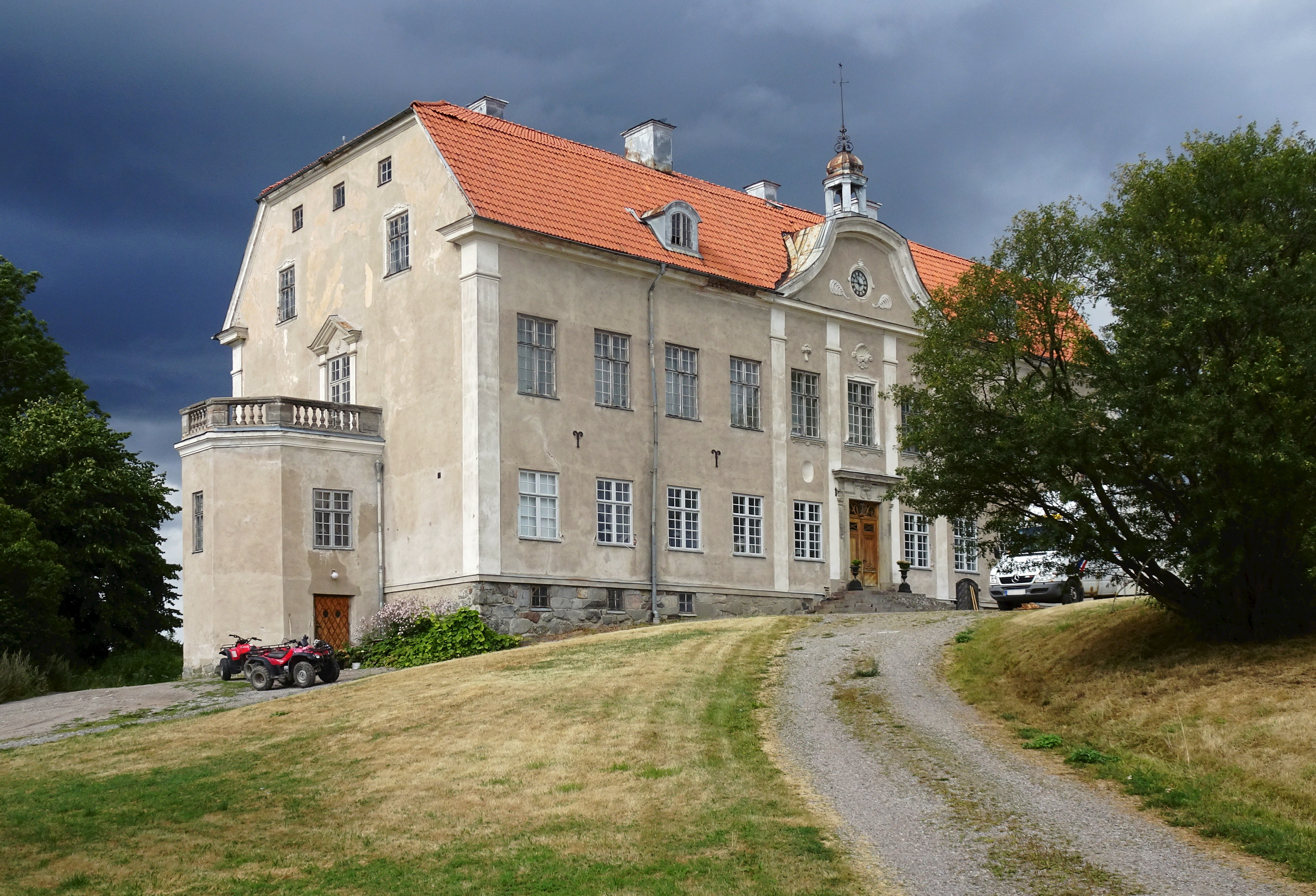
Ådö säteri, huvudbyggnad.

Låssa socken i Uppland ingick i Bro härad, ingår sedan 1971 i Upplands-Bro kommun i Stockholms län och motsvarar från 2016 Låssa distrikt.
Socknens areal är 27,34 kvadratkilometer allt land. År 2000 fanns här 340 invånare.  Godset Säbyholm samt sockenkyrkan Låssa kyrka ligger i socknen.  

## Administrativ historik
Låssa socken omtalas första gången i skriftliga handlingar 1299 ('de parochia Lasza'). Nuvarande kyrkans äldsta delar härstammar från omkring 1200..
Vid kommunreformen 1862 övergick socknens ansvar för de kyrkliga frågorna till Låssa församling. För de borgerliga frågorna bildades en landskommun tillsammans med Bro socken, Bro och Låssa landskommun. Den gemensamma landskommunen uppgick 1952 i Upplands-Bro landskommun som 1971 ombildades till Upplands-Bro kommun, då också området övergick från Uppsala län till Stockholms län. Församlingen uppgick 2006 i Bro församling.
1 januari 2016 inrättades distriktet Låssa, med samma omfattning som församlingen hade 1999/2000.
Socknen har tillhört län, fögderier, tingslag och domsagor enligt vad som beskrivs i artikeln Bro härad. De indelta soldaterna tillhörde Upplands regemente, Sigtuna kompani.

## Geografi och större gårdar
Låssa socken ligger norr om Mälaren med Norra Björkfjärden i söder och sydväst och Kalmarviken i väster. Socknen omfattar en halvö och några öar i Mälaren som Dävensö och Lagnö med Ådö-Lagnö naturreservat. Socknen består av slättbygd i sin centrala del och kuperad skogsbygd i nordväst. Inom Låssa socken märks de båda säterierna Ådö och Säbyholm.

## Fornlämningar
Från bronsåldern finns spridda gravrösen. Från järnåldern finns 19 gravfält och en fornborg. Här finns fornminnesområdet Rösaring.

## Namnet
Namnet skrevs 1299 Lasza har oklar otolkning. Namnet skrevs före 1941 Lossa socken.